# Cementerio de los ingleses (Chile)
El Cementerio de los Ingleses, se ubica a 125 km de Iquique hacia la Cordillera de Los Andes, en la hacienda de la quebrada de Tiliviche, en la Región de Tarapacá, Chile. 
Pertenece al conjunto de monumentos nacionales de Chile desde el año 1976 en virtud del decreto N.º 582 del 28 junio del mismo año; se encuentra en la categoría Monumentos Históricos.

## Historia
La hacienda de Tiliviche se compone de una quebrada con un pequeño flujo de agua, que permitió por siglos el desarrollo agrícola en esta zona árida. Este lugar perteneció desde mediados del siglo XIX a empresarios ingleses vinculados a la explotación del salitre. Para 2021, sólo quedan los vestigios de la casa patronal de la hacienda y el cementerio de los ingleses. 
Diversos factores llevaron a que en esta zona se levantara uno de los cementerios más importantes de la colonia inglesa del país, tales como: 
- La abundante población inglesa asentada entre Zapiga y Huara, de empresarios mineros que se concentraron en el lugar sobre todo posterior a la Guerra del Pacífico.
- La lejanía del cementerio de Iquique.
- La ausencia en la pampa de cementerios organizados.

En 1876 empresarios de la zona deciden fundar un cementerio en la ladera norte del estero, sector que se caracterizaba por la presencia de un número considerable de tamarugos.
Actualmente contiene alrededor de 120 sepulcros, principalmente de ingleses y otros europeos en la época de apogeo del salitre, y se registra que la fecha del último entierro fue en el año 1974.

## Legado
El camposanto posee unos 3 mil metros cuadrados aproximadamente y está cercado por una reja de fierro forjado, sostenida por un pequeño muro de piedra. Su acceso principal está compuesto por una puerta de reja metálica de dos hojas, sobre la cual se sostiene un arco de medio que indica “British Cemetery”.
Algunas sepulturas están rodeadas por rejas, mientras que la mayoría cuenta con sencillas cruces de fierro, piedra y madera. Producto del clima desértico, al igual que otros cementerios del norte las flores y otros ornamentos están fabricados en papel y metal.
Dentro de los nichos destacan algunas lápidas de mármol esculpidas en Europa, junto a esculturas del mismo material, pertenecientes a reconocidos personajes de la historia de la pampa. Algunos personajes destacados son James T. Humberstone, padre de la industria salitrera o Henry North, sobrino del rey del salitre.

## Galería

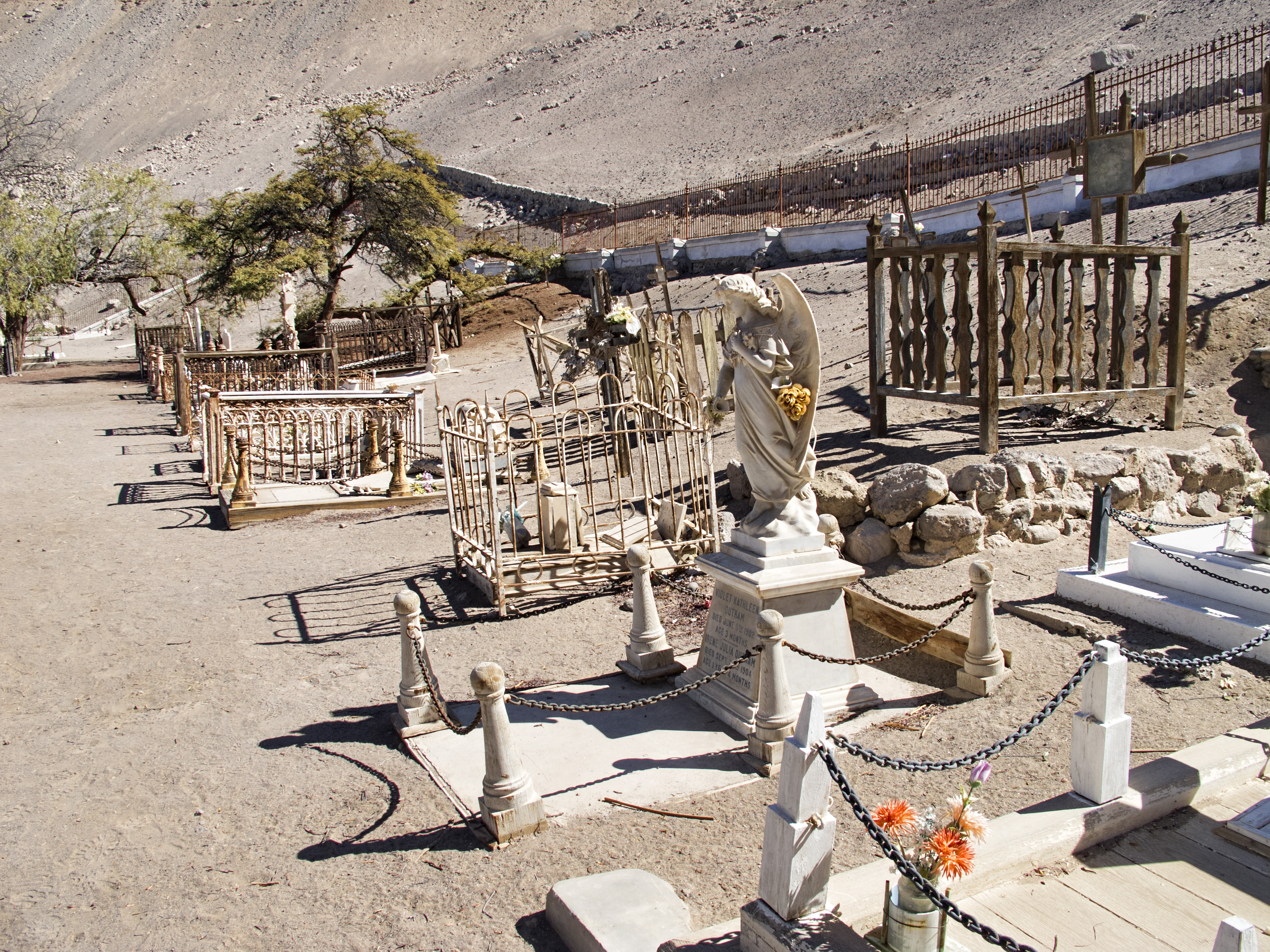
Cementerio de los Ingleses, Tiliviche, Chile
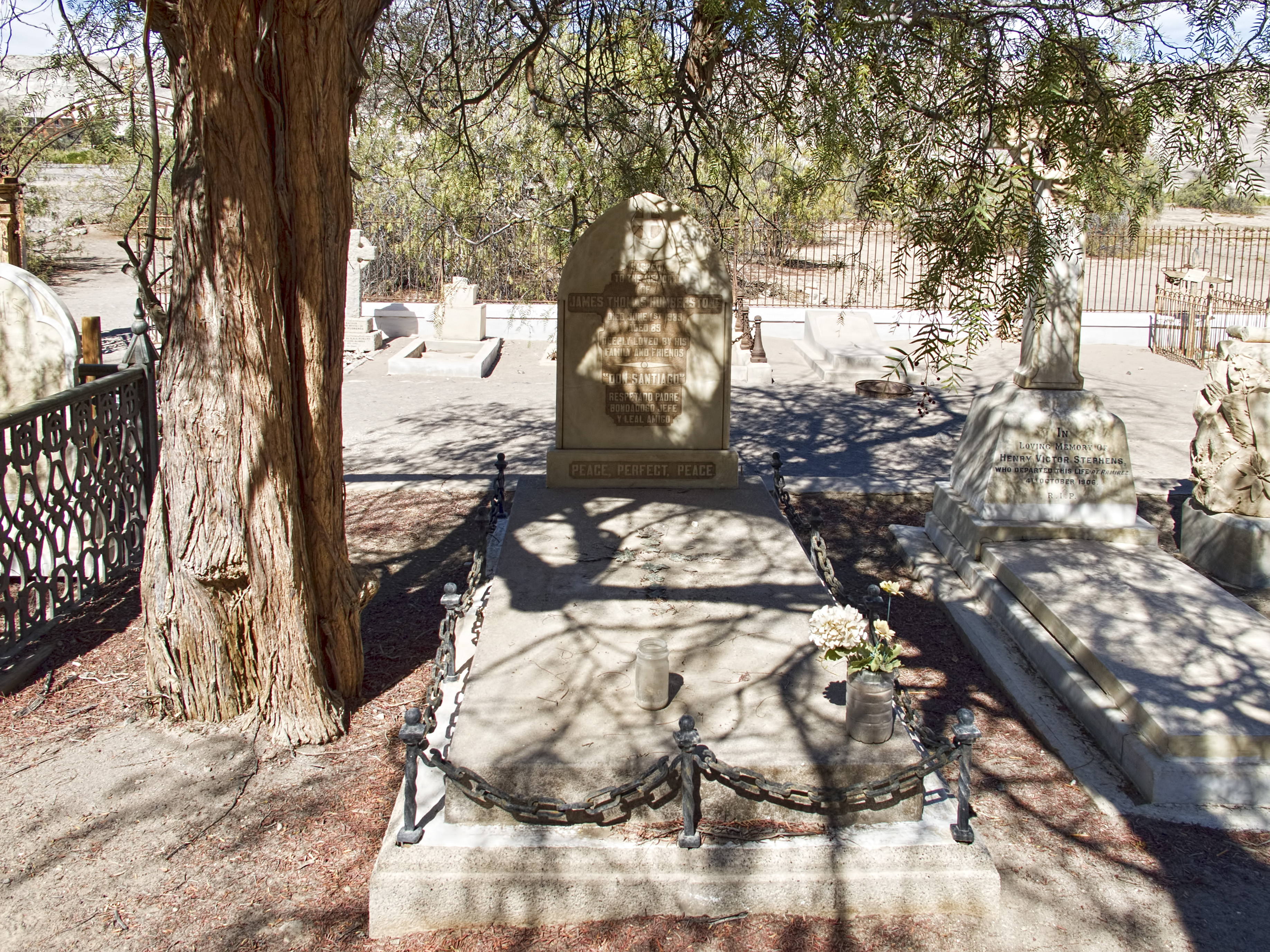
Tumba de ‘Don Santiago’ James Thomas Humberstone (1850-1939)